# Coeficiente de resistencia

Coeficientes de resistencia para diferentes formas geométricas para número de Re aproximadamente a 10^{4}

En mecánica de fluidos, el coeficiente de resistencia (comúnmente denotado como: cd, cx o cw) es una cantidad adimensional que se usa para cuantificar la resistencia de un objeto en un medio fluido como el aire o el agua. Es utilizado en la ecuación de resistencia, en donde un coeficiente de resistencia bajo indica que el objeto tendrá menos resistencia aerodinámica o hidrodinámica. El coeficiente de resistencia está siempre asociado con una superficie particular.
El coeficiente de resistencia de cualquier objeto comprende los efectos de dos contribuciones básicas a la resistencia dinámica del fluido: la resistencia de forma y de superficie. El coeficiente de resistencia de un perfil aerodinámico o hidrodinámico incluye también los efectos de la resistencia inducida.  El coeficiente de resistencia de una estructura completa como un aeronave incluye también los efectos de la resistencia de interferencia.

## Definición
El coeficiente de resistencia {\displaystyle c_{\mathrm {d} }\,} está definido como:
{\displaystyle c_{\mathrm {d} }={\dfrac {2F_{\mathrm {d} }}{\rho u^{2}A}}\,}
siendo:
| Símbolo                          | Nombre | Unidad |
| -------------------------------- | --- | ------ |
| {\displaystyle c_{\mathrm {d} }} | Coeficiente de resistencia                                                                                        |        |

Coeficientes aerodinámicos de diversas formas geométricas sencillas

| {\displaystyle F_{\mathrm {d} }} | Fuerza de resistencia, que es por definición la componente de la fuerza en la dirección de la velocidad del flujo | N      |
| {\displaystyle \rho }            | Densidad del fluido                                                                                               | kg/m3  |
| {\displaystyle u}                | Velocidad del objeto relativa al fluido                                                                           | m/s    |
| {\displaystyle A}                | Área de referencia                                                                                                | m2     |

El área de referencia depende de qué tipo de coeficiente de resistencia se esté midiendo. Para automóviles y muchos otros objetos, el área de referencia es el área frontal proyectada del vehículo. Esto no necesariamente corresponde al área de la sección transversal del vehículo, dependiendo de dónde se tome dicha sección. Por ejemplo, para una esfera el área proyectada es {\displaystyle A=\pi r^{2}\,}.
Para el perfil de un ala, el área de referencia es la superficie alar. Debido a que esto tiende a ser mucho más grande que el área proyectada frontal, los coeficientes de resistencia resultantes tienden a ser bajos: mucho más bajos que para un auto con la misma resistencia, la misma área frontal y la misma velocidad.
Los dirigibles y algunos cuerpos de revolución requieren el coeficiente de resistencia volumétrico. En este caso, el área de referencia es el volumen del cuerpo elevado a la potencia de 2/3. Objetos sumergidos con perfil hidrodinámico requieren la superficie mojada.
Dos objetos que tienen la misma área de referencia y que se mueven a la misma velocidad dentro de un fluido experimentarán una fuerza de resistencia que es proporcional a sus respectivos coeficientes de resistencia. Los coeficientes para objetos no hidrodinámicos o aerodinámicos pueden tener un valor de 1 o superior, mientras que los objetos hidrodinámicos o aerodinámicos tienen coeficientes de resistencia mucho menores.

## Antecedentes
•2: Flujo adherido (flujo de Stokes) y flujo estacionario separado,

•3: Flujo separado no estacionario, poseyendo una corriente laminar de capa límite antes de la separación, y produciendo una calle de vórtices,

•4: Flujo no estacionario separado con una capa límite laminar en el lado opuesto a la dirección del flujo, antes de la separación, con una estela turbulenta caótica en el lado de la esfera que apunta en la dirección del flujo,

La ecuación de la resistencia al avance o arrastre, es:
{\displaystyle F_{d}\,=\,{\tfrac {1}{2}}\,\rho \,u^{2}\,c_{\mathrm {d} }\,A}
Esencialmente, afirma que la fuerza de resistencia ejercida sobre cualquier objeto es proporcional a la densidad del fluido y proporcional al cuadrado de la velocidad relativa entre el objeto y el fluido. cd no es constante sino que varía como función de la velocidad, la dirección del flujo, la posición del objeto, el tamaño del objeto, la densidad del fluido y la viscosidad del mismo. La velocidad, la viscosidad cinemática y una escala de longitud característica del objeto se incorporan en una cantidad adimensional llamada número de Reynolds, Re. cd es entonces una función de Re. En un flujo compresible, la velocidad del sonido es relevante y cd es también función del número de Mach, Ma.

Flujo alrededor de una placa, mostrando estancamiento.

Para ciertas geometrías, el coeficiente de resistencia, cd, depende solamente de Re, Ma y de la dirección del flujo. Para números de Mach bajos, el coeficiente de resistencia es independiente de Ma. Por otro lado, la variación con el número de Reynolds es por lo general pequeño, dentro de los rangos de interés. Para automóviles a velocidad de autopista y aeronaves a velocidad de crucero la dirección del flujo incidente es más o menos la misma. Por esta razón, cd puede tratarse en muchos casos como una constante.
Para que un cuerpo con perfil aerodinámico alcance un coeficiente de resistencia bajo, la capa límite alrededor del cuerpo debe permanecer unida a su superficie tanto tiempo como sea posible. De esta manera, la estela producida se vuelve estrecha. Una resistencia de forma elevada da como resultado una estela ancha. La capa límite pasará de ser laminar a turbulenta, siempre y cuando el número de Reynolds del flujo alrededor del cuerpo sea lo suficientemente alto. Para mayores velocidades, mayores objetos y menores viscosidades el número de Reynolds será menor.
Para otros objetos, como partículas pequeñas, ya no se puede suponer que el coeficiente de resistencia es constante, sino que en realidad es una función del número de Reynolds Para Re pequeño, el flujo alrededor del objeto no pasa a ser turbulento sino que se mantiene laminar, incluso hasta el punto en el que se separa de la superficie del objeto. Para números de Reynolds bajos, sin separación del flujo, la fuerza de resistencia, Fd, es proporcional a v, en lugar de ser proporcional a v². Para una esfera, esto se conoce como ley de Stokes. Re siempre será pequeño para bajas velocidades y fluidos de alta viscosidad.
Un cd = 1 se puede obtener para el caso en el que todo el fluido que se aproxima al objeto es puesto en reposo, creando una presión de remanso sobre toda la superficie frontal. En la figura del lado derecho se muestra una superficie plana con el fluido viniendo del lado derecho y siendo detenido en la placa.  El gráfico en el lado izquierdo de esta misma figura muestra una igual presión sobre la superficie. En una placa plana real, el fluido debe dar vuelta en los lados, por lo que la presión de remanso se encuentra en el centro y va disminuyendo hacia los bordes. Solamente considerando el lado frontal, para una placa real cd sería menor que uno, excepto si existe succión en la parte trasera, es decir, una presión negativa (respecto al ambiente). Los patrones del flujo y, por lo tanto cd, pueden cambiar con el número de Reynolds y la rugosidad de la superficie.

## Ejemplos de valores decd

### General
En general, cd no es una constante absoluta para una geometría dada de un cuerpo. Este coeficiente varía con la velocidad del flujo (o de manera más general, con el número de Reynolds, Re). Una esfera lisa, por ejemplo, tiene un coeficiente de resistencia que varía desde valores altos para un flujo laminar, hasta 0,47 para un flujo turbulento.
| cd          | Objeto                                      |
| ----------- | ------------------------------------------- |
| 0.001       | Lámina plana paralela al flujo (Re < 10⁵)   |
| 0.005       | Placa plana paralela al flujo (Re > 10⁵)    |
| 0.075       | Pac-car II                                  |
| 0.1         | Esfera lisa (Re = 10⁶)                      |
| 0.15        | Schlörwagen 1939                            |
| 0.186-0.189 | Volkswagen XL1 2014                         |
| 0.19        | General Motors EV1 1996                     |
| 0.25        | Toyota Prius (3.ª generación)               |
| 0.26        | BMW i8                                      |
| 0.28        | Mercedes-Benz CLA-Class Tipo C 117.         |
| 0.295       | Bala (no ojival, a velocidad subsónica)     |
| 0.3         | Audi 100 C3 (1982)                          |
| 0.48        | Esfera rugosa (Re = 10⁶); Volkswagen Beetle |

| cd        | Objeto                                             |
| --------- | -------------------------------------------------- |
| 0.75      | Cohete de modelismo tipo                           |
| 0.8-0.9   | Filtro de café puesto hacia arriba                 |
| 1.0       | Bicicleta de ruta con ciclista en posición de ruta |
| 1.0–1.1   | Esquiador                                          |
| 1.0–1.3   | Alambres                                           |
| 1.0–1.3   | Persona (de pie)                                   |
| 1.1-1.3   | Saltador de esquí                                  |
| 1.2       | Usain Bolt                                         |
| 1.28      | Placa plana perpendicular al flujo (3D)            |
| 1.3–1.5   | Edificio Empire State                              |
| 1.8–2.0   | Torre Eiffel                                       |
| 1.98–2.05 | Placa plana perpendicular al flujo (2D)            |

### Aeronaves
Como se dijo antes, una aeronave utiliza el área de las alas como el área de referencia para calcular el coeficiente de resistencia, mientras que los automóviles —y muchos otros objetos— utilizan la sección eficaz frontal. Por esta razón, los coeficientes no se comparan directamente entre estas clases de vehículos.
| cd    | Tipo de aeronave             |
| ----- | ---------------------------- |
| 0.021 | F-4 Phantom II (subsónico)   |
| 0.022 | Learjet 24                   |
| 0.024 | Boeing 787                   |
| 0.027 | Cessna 172/182               |
| 0.027 | Cessna 310                   |
| 0.031 | Boeing 747                   |
| 0.044 | F-4 Phantom II (supersónico) |
| 0.048 | F-104 Starfighter            |
| 0.095 | X-15 (No confirmado)         |

## Flujo en objetos aplanados y aerodinámicos

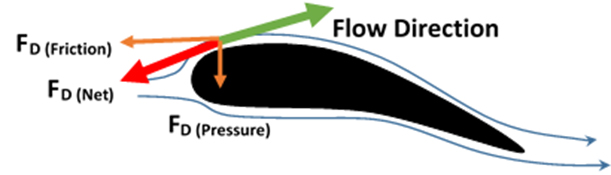
Flujo a través de un perfil alar, mostrando el impacto relativo de la fuerza de resistencia en dirección del movimiento del fluido sobre el cuerpo. Esta fuerza de resistencia se divide en resistencia de fricción y el resistencia de presión. El ala misma es considerado un objeto aerodinámico si la resistencia de fricción domina a la resistencia de presión, y es considerado un objeto aplanado cuando ocurre lo contrario.

### Concepto
La resistencia, en el contexto de la Mecánica de Fluidos, hace referencia a las fuerzas que actúan sobre un objeto sólido en la dirección de la velocidad relativa del flujo. Las fuerzas aerodinámicas sobre un cuerpo provienen principalmente de las diferencias de presión y de los esfuerzos viscosos. Por esta razón la fuerza de resistencia puede dividirse en dos componentes: la resistencia de fricción (resistencia de fricción o de superficie) y la resistencia de presión (resistencia de forma). La fuerza de resistencia neta se puede descomponer como sigue:
{\displaystyle c_{\mathrm {d} }={\dfrac {2F_{\mathrm {d} }}{\rho u^{2}A}}\ =c_{\mathrm {p} }+c_{\mathrm {f} }=\underbrace {{\dfrac {1}{\rho u^{2}A}}\ \textstyle \int \limits _{S}(p-p_{o}){\hat {\mathbf {n} }}\cdot {\hat {\mathbf {k} }}\ dA} _{c_{\mathrm {p} }}+\underbrace {{\dfrac {1}{\rho u^{2}A}}\ \textstyle \int \limits _{S}{\hat {\mathbf {n} }}\cdot {\bar {\bar {\tau }}}\cdot {\hat {\mathbf {k} }}\ dA} _{c_{\mathrm {f} }}}
| Símbolo                               | Nombre                                                                  |
| ------------------------------------- | ----------------------------------------------------------------------- |
| {\displaystyle c_{\mathrm {p} }}      | Coeficiente de presión                                                  |
| {\displaystyle c_{\mathrm {f} }}      | Coeficiente de fricción                                                 |
| {\displaystyle {\hat {\mathbf {t} }}} | Vector unitario en la dirección tangente a la superficie de área dA     |
| {\displaystyle {\hat {\mathbf {n} }}} | Vector unitario en la dirección normal a la superficie de área dA       |
| {\displaystyle {\bar {\bar {\tau }}}} | Tensor de esfuerzos viscosos actuando en la superficie dA               |
| {\displaystyle p_{\mathrm {o} }}      | Presión en regiones alejadas de la superficie dA                        |
| {\displaystyle p}                     | Presión sobre la superficie dA                                          |
| {\displaystyle {\hat {\mathbf {k} }}} | Vector unitario para proyectar la fuerza en la dirección del movimiento |

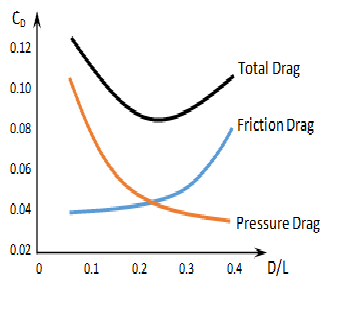
Relación entre la resistencia de presión y la de fricción.

Por lo tanto, cuando la resistencia es dominada por la componente de fricción, se considera que el cuerpo es aerodinámico o esbelto. Por el contrario, cuando la resistencia de presión domina, el cuerpo es llamado cuerpo romo. Es decir, la forma del objeto y el ángulo de ataque determinan el tipo de resistencia. Por ejemplo, un perfil aerodinámico se considera un cuerpo con un pequeño ángulo de ataque por el fluido a través del cual pasa. Esto significa que tiene una capa límite adherida que produce mucha menos resistencia de presión.

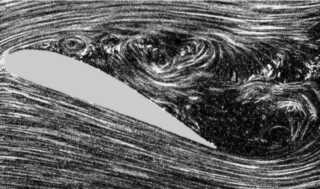
Flujo separándose de un perfil alar a un alto ángulo de ataque, como ocurre en la entrada en pérdida

La estela producida es muy pequeña y la resistencia es dominada por la componente de fricción. Por lo tanto, un cuerpo como este (en este caso un perfil alar) está considerado como aerodinámico, mientras que en los cuerpos con un flujo de fluido a ángulos de ataque altos se lleva a cabo una separación de la capa límite. Esto ocurre principalmente debido a un gradiente de presión adverso en la parte superior y la parte trasera de un perfil alar.
Debido a esto, ocurre la formación de una que, por lo tanto, conduce a la formación de remolinos y a la pérdida de presión debido a la resistencia de presión. En estas situaciones, el perfil alar entra en pérdida y tiene una resistencia de presión más alta que la de fricción. En tal caso, el cuerpo se considera romo. Un objeto aerodinámico tiene la forma de un pez o un perfil alar con bajo ángulo de ataque, mientras que un cuerpo romo se ve como un ladrillo, un cilindro o un perfil alar con alto ángulo de ataque. Para un área frontal y una velocidad dada, un cuerpo esbelto tiene menor resistencia que uno romo. Los cilindros y las esferas se consideran romos porque la resistencia está dominada por la componente de presión en la región de la estela con un número de Reynolds alto.
Para reducir esta resistencia, la separación del flujo podría reducirse o el área en contacto con el fluido (para reducir la resistencia de forma). Esta reducción es necesaria en dispositivos como automóviles, bicicletas, etc. para evitar vibración y producción de ruido.

### Ejemplo práctico
En la aerodinámica automotriz el diseño de los vehículos ha evolucionado desde la década de 1920 hasta finales del siglo XX. Este cambio en el diseño desde un objeto romo hasta uno más aerodinámico ha reducido el coeficiente de resistencia desde alrededor de 0,95 hasta 0,30 aproximadamente.